# Xaver Mayer (Politiker)
Franz Xaver Mayer (* 11. November 1938 in Ganacker, heute Pilsting) ist ein deutscher Landwirt und CSU-Politiker.

## Leben
Mayer studierte Landwirtschaft in Rotthalmünster und Hohenheim (Stuttgart). Er ließ sich danach zum Landwirtschaftsmeister ausbilden und war als praktischer Landwirt in Ganacker tätig. 1967 übernahm er den landwirtschaftlichen Betrieb seiner Eltern. Von 1972 bis 1994 war er Kreisobmann des Bayerischen Bauernverbandes im Landkreis Dingolfing-Landau, 1973 wurde er Landesvorsitzender des Verbandes Landwirtschaftlicher Fachschulabsolventen, von 1982 bis 1998 war er deren Bundesvorsitzender. Des Weiteren gehörte er den Präsidien des Bayerischen und des Deutschen Bauernverbandes an.
Mayer trat 1964 in die Christlich-Soziale Union in Bayern ein. 1964–1968 war er Kreisvorsitzender der Jungen Union. Lange Jahre saß er im Gemeinderat, im Kreistag und im Bezirkstag von Niederbayern. Von 1978 bis 1984 bekleidete er das Amt des zweiten Bürgermeisters von Pilsting. Von 1994 bis 2004 saß er im Europäischen Parlament.
Seit dem 25. Oktober 2013 ist Mayer Ehrenbürger von Pilsting. Mayer ist seit 1961 Mitglied der katholischen Studentenverbindung KDStV Carolingia Hohenheim.